# Pierre Scharff
Pour les articles homonymes, voir Scharff.
Pierre Scharff, né à Wolkrange, le 3 août 1941 est un homme politique belge, membre du PSC, ensuite cdH.
Il est régent Français-Histoire et agrégé de l’enseignement secondaire inférieur ; licencié en Politique économique et sociale ; il enseigne en Afrique (1962-1966) ; professeur à Virton (1966-1974) ; carrière dans l'administration de la Communauté française (inspecteur principal au ministère de la Culture, puis directeur général adjoint auprès des Services du gouvernement de la CF) ; secrétaire politique général du PSC (1988-1995).

## Carrière politique
- conseiller communal de Virton (1971-2006)
  - échevin (1971-1982)
  - bourgmestre ff (1974-1979) remplaçant Joseph Michel, ministre
  - bourgmestre (1995-2004)
- conseiller provincial de la province de Luxembourg (1971-1991)
- sénateur coopté (1992-1995)
- député wallon (1995-2004)